# Sesimbra
Sesimbra es una villa portuguesa perteneciente al distrito de Setúbal, región de Lisboa y subregión de la Península de Setúbal, con cerca de 5800 habitantes.
Es la sede de un municipio con 194,98 km² de área y 52 394 habitantes (2021), subdividido en tres freguesias. El municipio limita al norte con los municipios de Almada y de Seixal, al nordeste con Barreiro, al este con Setúbal y al sur y al oeste tiene litoral del océano Atlántico.

## Freguesias
Las freguesias de Sesimbra son las siguientes:
- Castelo
- Quinta do Conde
- Santiago

## Historia
El nombre original de la villa proviene del Celta Cempsibriga, pues era lugar de asentamiento final de una parte importante de los Saefes y Cempsios que llegaron a Iberia durante el periodo de Hallstatt procedentes del bajo Rhin.
Tras el imperio romano y ya en la Edad Media, el 15 de agosto de 1201 fue concedida a los habitantes de Sesimbra el Carta de Foral, documento regio que indica los derechos y deberes de la población hacia el rey.
Fue durante el reinado de Dionisio I, sexto rey de Portugal, que se fundó el pueblo de Ribeira de Sesimbra, pequeña aldea de pescadores, junto al mar. La aldea ha ido prosperando y logró convertirse en villa en la época de los Descubrimientos.
Sesimbra pasó a ser un importante puerto de construcción naval así como de abastecimiento de embarcaciones.
En los últimos años ha experimentado un gran cambio y un período de expansión con la construcción de urbanizaciones en los alrededores del primitivo casco urbano.

## Demografía
| Gráfica de evolución demográfica de Sesimbra entre 1864 y 2021 |
|                                                                |
| Datos según el nomenclátor publicado por el INE portugués.     |

## Patrimonio

### Historia
- Conjunto arquitectónico del Santuario de Nuestra Señora del Cabo Espichel, situado en la freguesia de Castelo.
- Castillo de Sesimbra, en la freguesia de Castelo.
- Fuerte de Santiago de Sesimbra, en la freguesia de Santiago.
- Capilla del Espírito Santo dos Mareantes en la freguesia de Santiago.
- Hospital del Espírito Santo dos Mareantes en la freguesia de Santiago.
- Casa del Obispo, en la freguesia de Santiago, en la calle de Antero de Quental.
- Iglesia Matriz de Santiago en la freguesia de Santiago.
- Museo del Mar, inaugurado en 1987, localizado en Largo Luís de Camões, en la freguesia de Santiago.
- Museo Municipal de la freguesia de Santiago.
- Cruz del Calvario.
- Pelourinho de Sesimbra en la freguesia de Santiago.
- Capilla de la Santa Casa de la Misericórdia de Sesimbra
- Yacimiento arqueológico de Lapa do Fumo, en la freguesia de Castelo.
- Monumento megalítico de Roça do Casal do Meio, en la freguesia de Castelo.

## Fiestas y Romerías

### Feriado municipal
El día 4 de mayo se hace la fiesta municipal: feriado municipaly se realizan fiestas en honor de Nuestro Señor de Jesús das Chagas. En el año de 1534 la esposa de Enrique VIII, Reina de Inglaterra, dio la orden para ser abandonadas a la mar todas las imágenes sagradas, y todas ellas llegaron a esta ciudad por la mar. Esta leyenda se celebra en la creencia de que Senhor Jesus das Chagas fue la primera que apareció en las playas de Sesimbra. El pueblo desde entonces apadrina la imagen y lo tiene por padrino de los pescadores. La devoción cuenta con casi 500 años de antigüedad y los sesimbrenses rinden homenaje cada 4 de mayo.
- Ver, Iglesia Matriz de Santiago

### Otros
El 31 de mayo se conmemora el Dia do Pescador. Este evento festivo se prolonga durante varios días con diversas iniciativas de las gentes del lugar. Para visitarla consulte la página de informaciones de la Cámara Municipal. Se puede ver también el Monumento del Pescador.

## Hermanamientos
Sesimbra forma parte del Douzelage, el plan europeo de hermanamiento entre diversas ciudades de países integrantes de la Unión Europea:
- Altea, España
- Bad Kötzting, Alemania
- Bellagio, Italia
- Bundoran, Irlanda
- Chojna, Polonia
- Granville, Francia
- Holstebro, Dinamarca
- Houffalize, Bélgica
- Judenburg, Austria
- Karkkila, Finlandia
- Kőszeg, Hungría
- Marsascala, Malta
- Mersen, Países Bajos
- Niederanven, Luxemburgo
- Oxelösund, Suecia
- Préveza, Grecia
- Prienai, Lituania
- Sherborne, Reino Unido
- Sigulda, Letonia
- Siret, Rumanía
- Sušice, República Checa
- Türi
- Zvolen, Eslovaquia

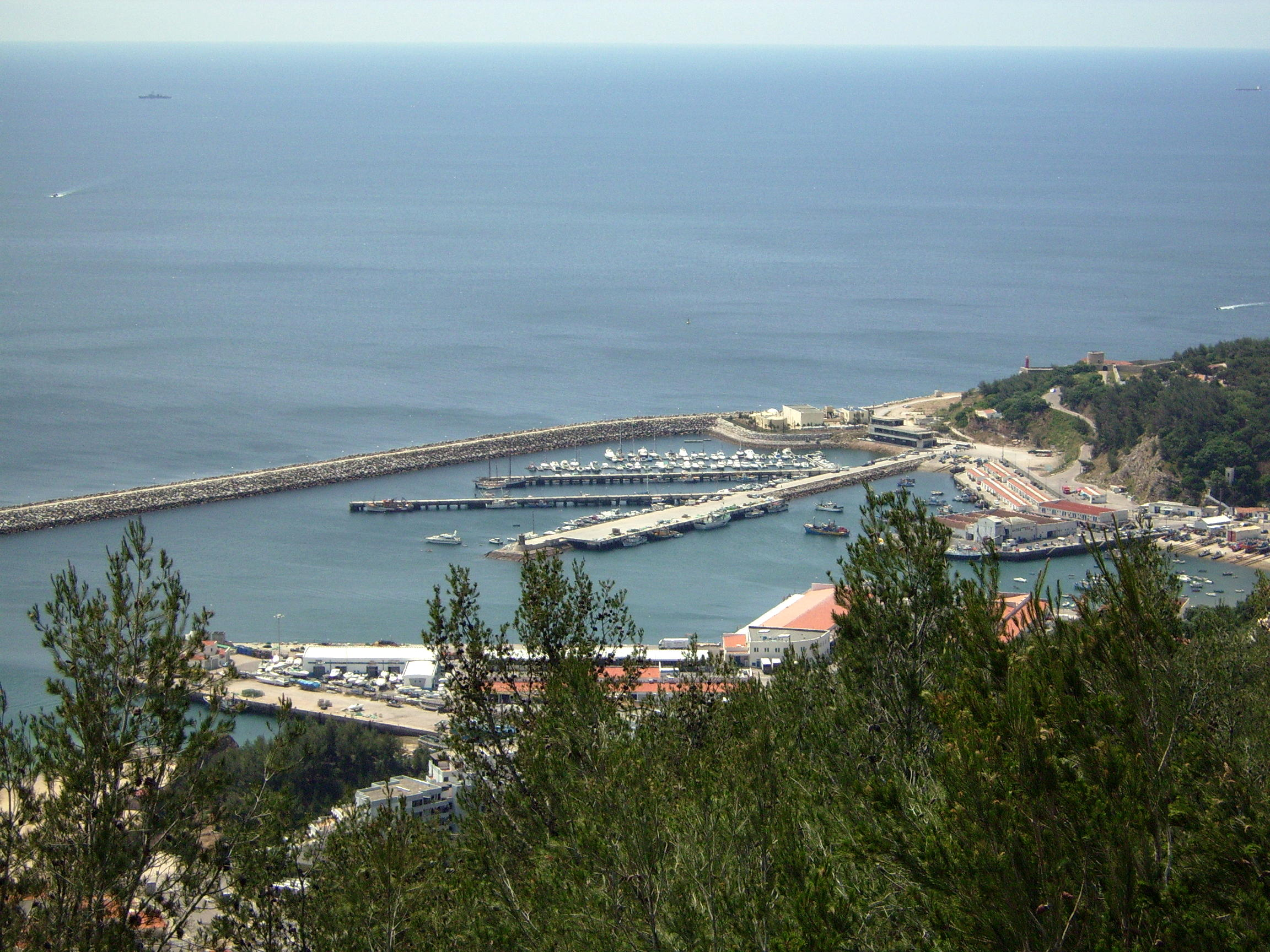
Puerto de abrigo en Sesimbra.
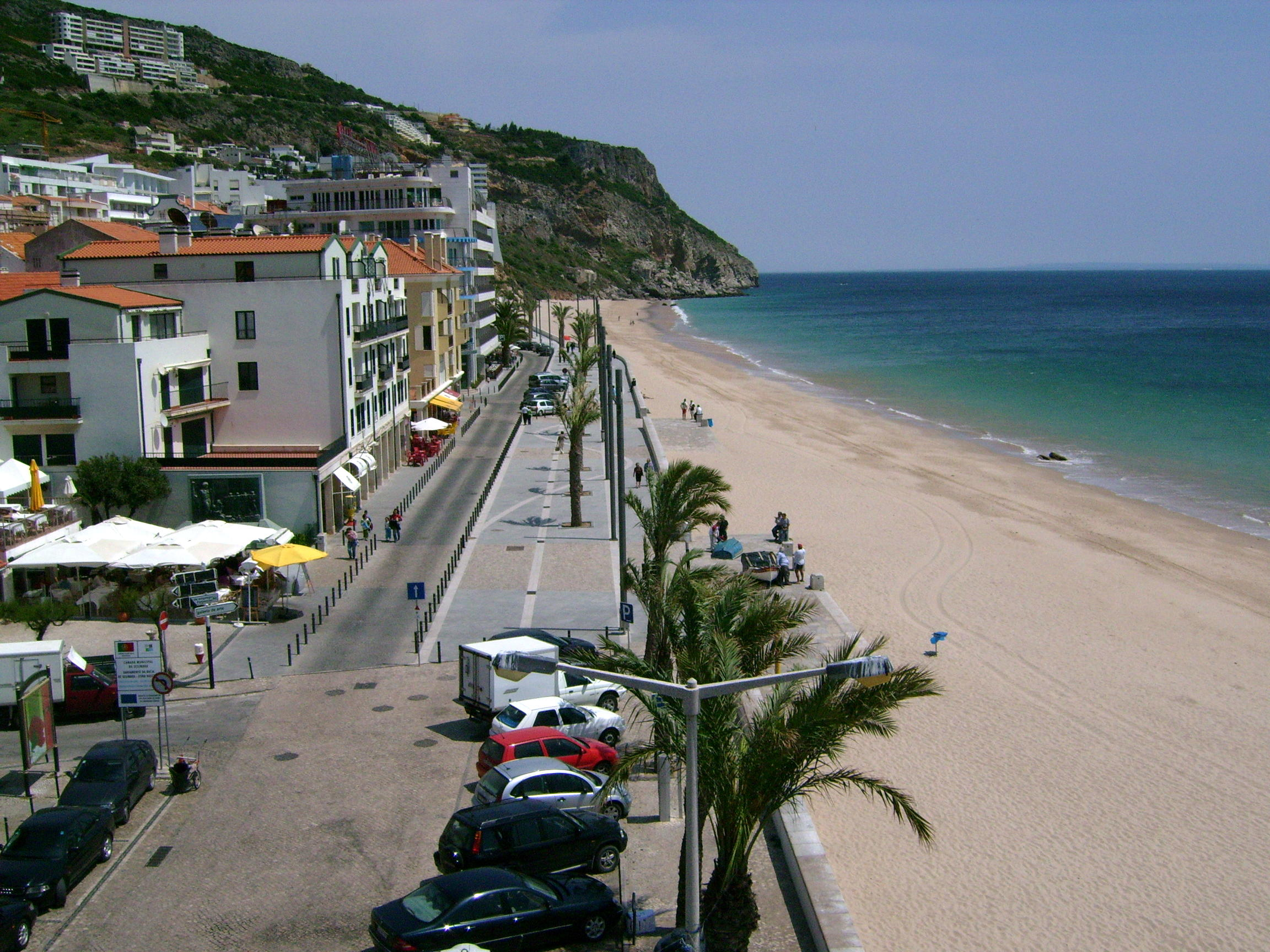
Marginal de Sesimbra - freguesia de Santiago.
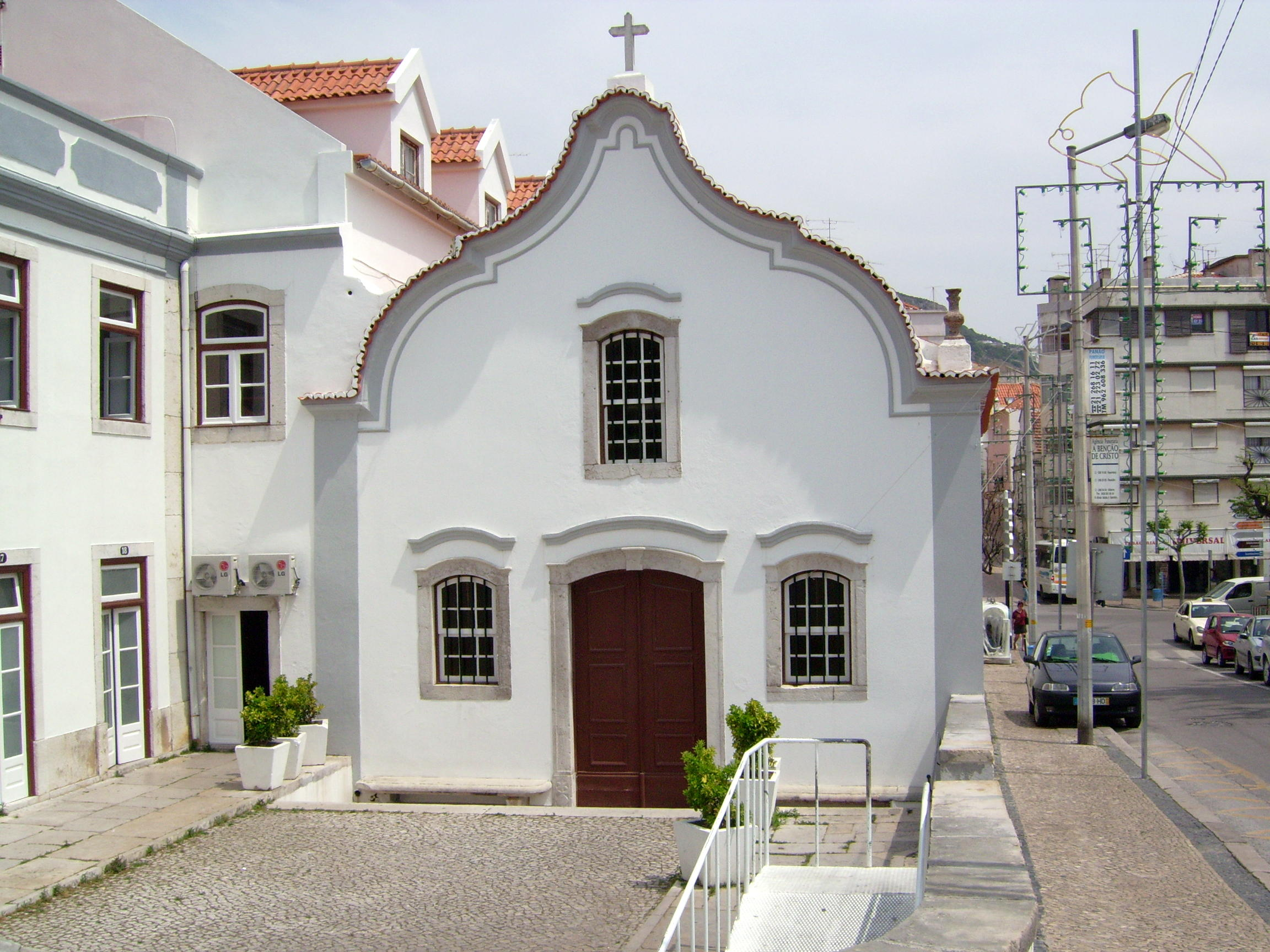
Capilla de la Santa Casa da Misericórdia de Sesimbra - freguesia de Santiago.
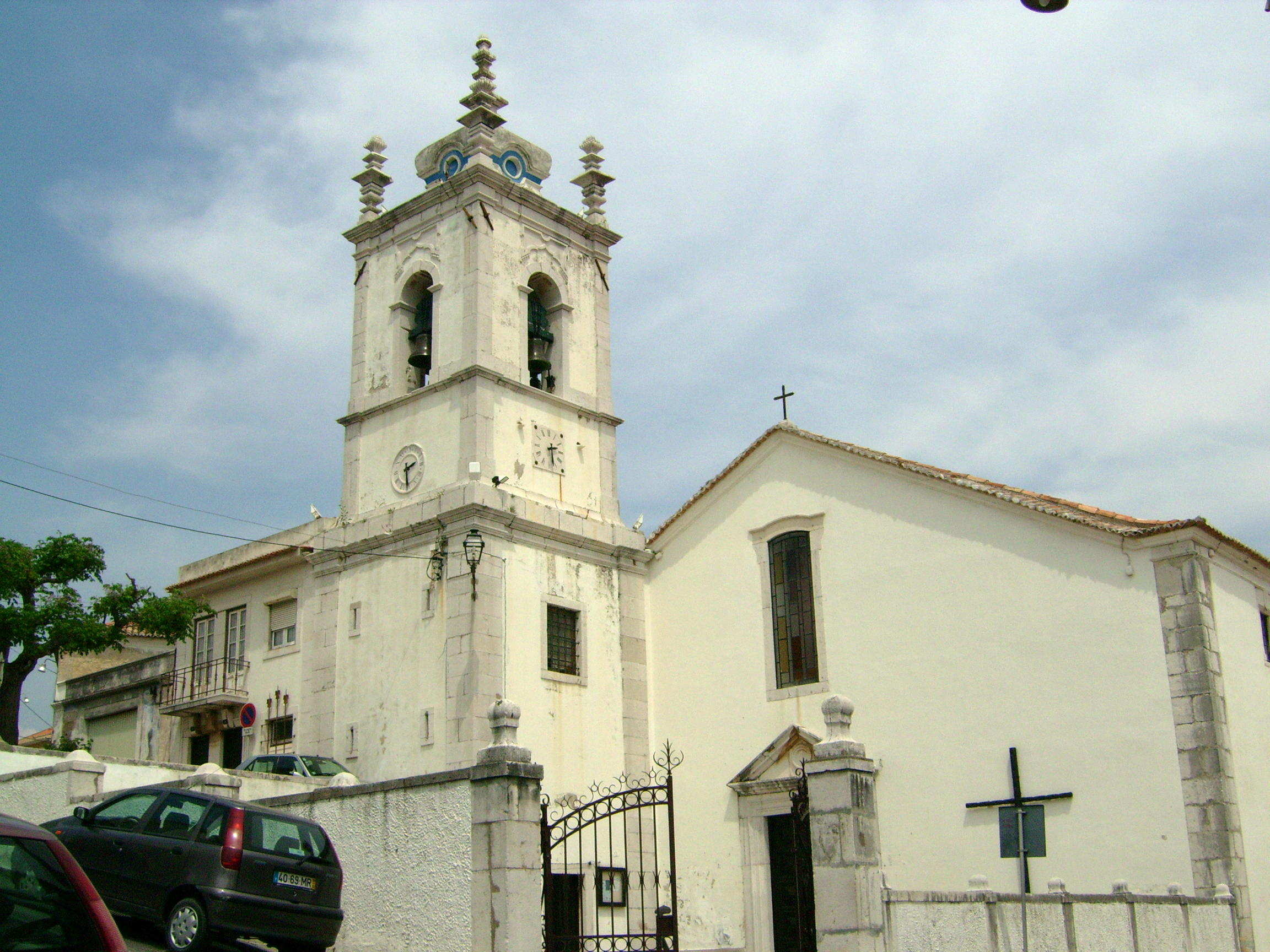
Iglesia Matriz de Santiago.
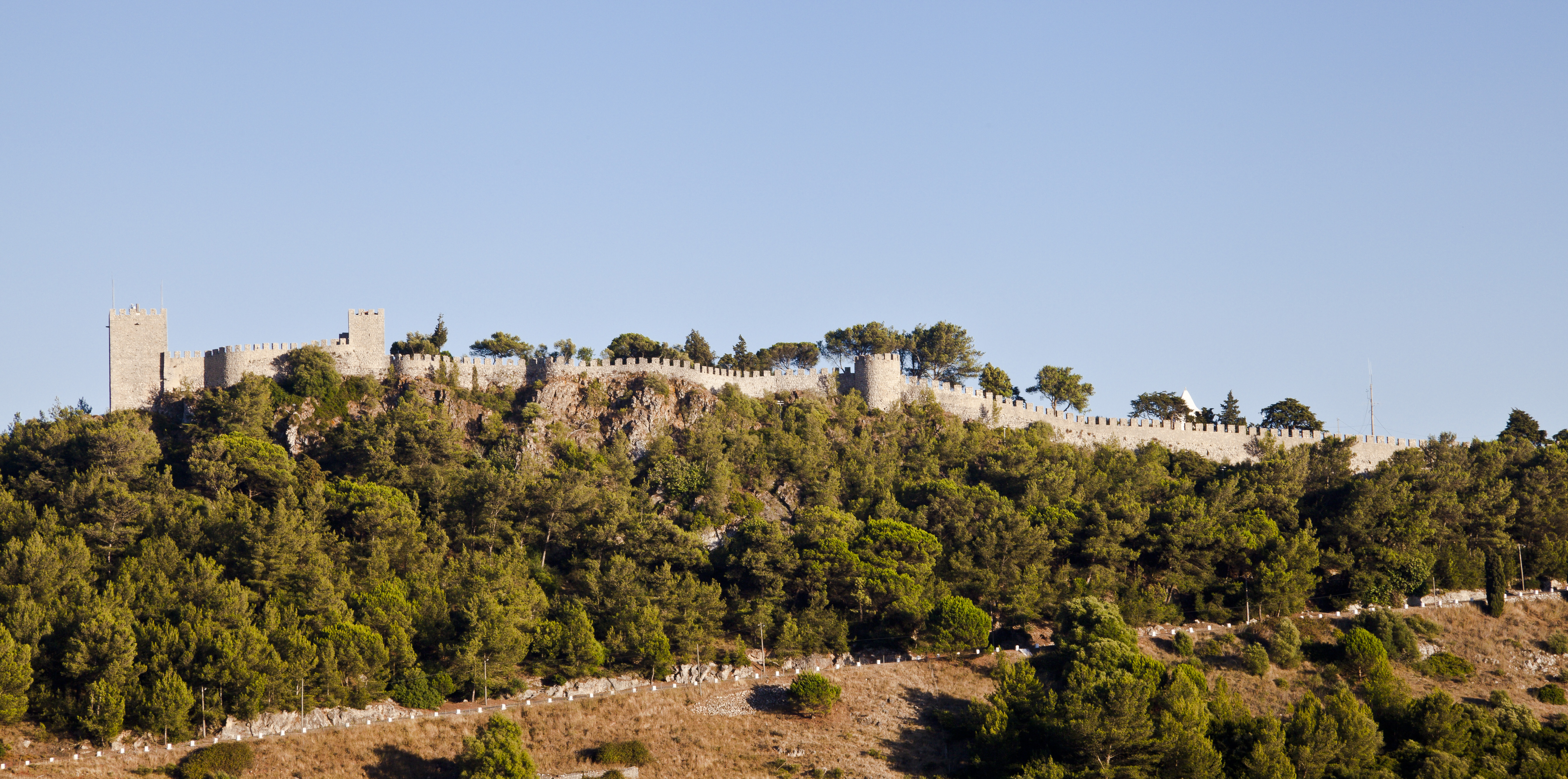
Castillo de Sesimbra.
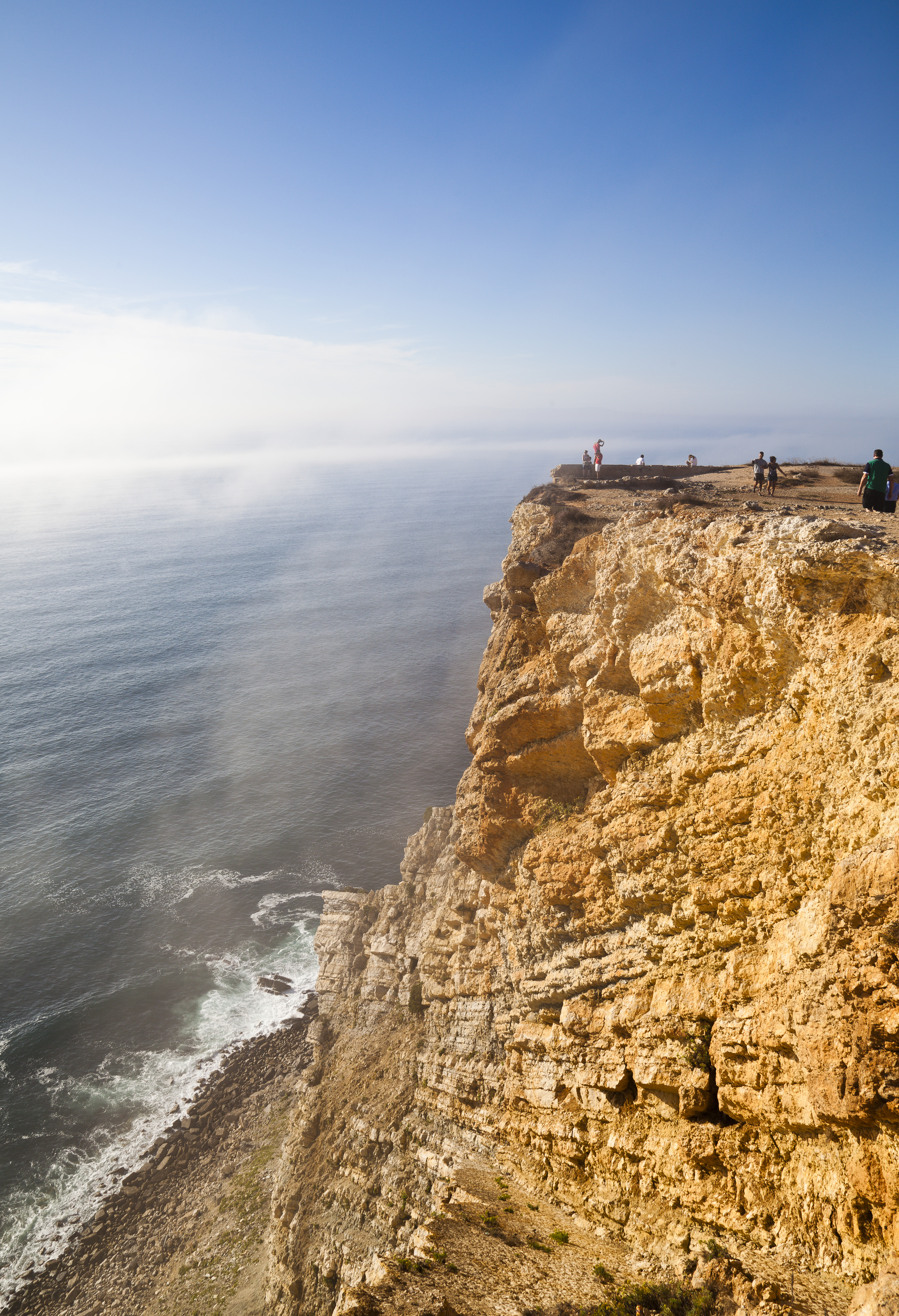
Cabo Espichel.